# Juno Chasma (quadrangle)

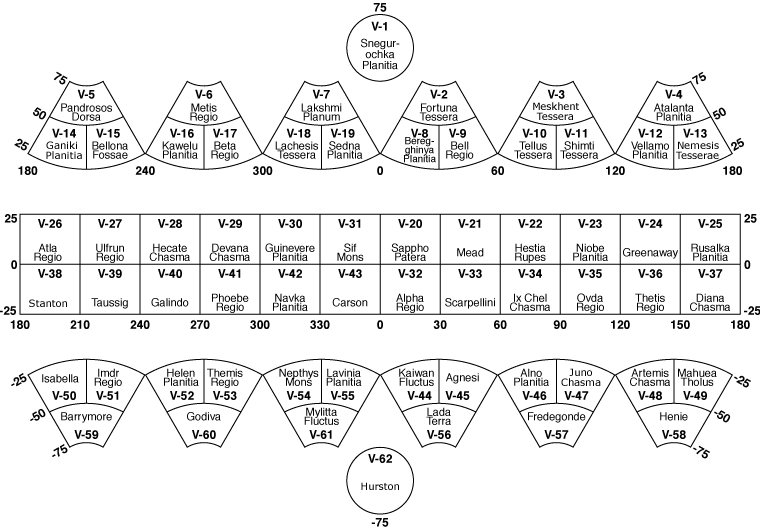
Quadrangles op Venus op schaal 1 : 5.000.000

Juno Chasma (V–47; breedtegraad 25°–50° S, lengtegraad 90°–120° E) is een quadrangle op de planeet Venus. Het is een van de 62 quadrangles op schaal 1 : 5.000.000. Het quadrangle werd genoemd naar de gelijknamige kloof die op zijn beurt is genoemd naar Juno, godin van het huwelijk in de Romeinse mythologie.

## Geologische structuren in Juno Chasma
Chasmata
- Juno Chasma

Coronae
- Gefjun Corona
- Tai Shan Corona

Fluctus
- Ney-Anki Fluctus

Inslagkraters
- Afiba
- Amanda
- Boulanger
- Chiyojo
- Deloria
- Eini
- Hadisha
- Hanka
- Imagmi
- Judith
- Katrya
- Ma Shouzhen
- Simonenko
- Xiao Hong

Planitiae
- Aino Planitia

Tesserae
- Husbishag Tesserae
- Sudice Tessera